# Pedro Damián Álvarez
Pedro Damián Álvarez Alvarado (23 de febrero de 1949, Irapuato, Guanajuato, México) es un futbolista mexicano retirado que jugaba en la posición de delantero. Jugó para el Club de Fútbol Monterrey, Club de Fútbol Nuevo León, Tiburones Rojos de Veracruz, Club Deportivo Guadalajara y Club León.
Después de su retiro fundó un par de escuelas de fútbol para niños de comunidades rurales, proyecto donde colaboró el también exjugador de fútbol Gustavo Peña.

## Clubes
| Club                        | País   | Año         |
| --------------------------- | ------ | ----------- |
| Club de Fútbol Monterrey    | México | 1967 - 1968 |
| Club de Fútbol Nuevo León   | México | 1968 - 1969 |
| Tiburones Rojos de Veracruz | México | 1969 - 1973 |
| Club de Fútbol Monterrey    | México | 1973 - 1975 |
| Club Deportivo Guadalajara  | México | 1975 - 1980 |
| Club León                   | México | 1980 - 1982 |